# Liste der Kulturgüter in Rüti bei Lyssach
Die Liste der Kulturgüter in Rüti bei Lyssach enthält alle Objekte in der Gemeinde Rüti bei Lyssach im Kanton Bern, die gemäss der Haager Konvention zum Schutz von Kulturgut bei bewaffneten Konflikten, dem Bundesgesetz vom 20. Juni 2014 über den Schutz der Kulturgüter bei bewaffneten Konflikten sowie der Verordnung vom 29. Oktober 2014 über den Schutz der Kulturgüter bei bewaffneten Konflikten unter Schutz stehen.
Es sind weder A-Objekte noch B-Objekte auf dem Gemeindegebiet ausgewiesen, Objekte der Kategorie C fehlen zurzeit (Stand: 8. April 2024). Unter übrige Baudenkmäler sind Objekte zu finden, die im Bauinventar des Kantons Bern als «schützenswert» verzeichnet sind.

## Übrige Baudenkmäler
Hinweis: Als Objekt-Identifikator (ID) wird die Grundstücksnummer verwendet.
| ID  | Foto |                                                                        | Objekt                             | Typ | Standort                        | Beschreibung |
| --- | ---- | ---------------------------------------------------------------------- | ---------------------------------- | --- | ------------------------------- | ------------ |
| 1   | BW   | Datei hochladen                                                        | Bauernhaus (1868)                  | G   | Dorfstrasse 61 610632 / 211400  |              |
| 1   | BW   | Datei hochladen                                                        | Stöckli (1809)                     | G   | Dorfstrasse 63 610660 / 211375  |              |
| 9   | BW   | Datei hochladen                                                        | Seilerhaus (frühes 18. Jh.)        | G   | Dorfstrasse 51 610654 / 211527  |              |
| 12  | BW   | Datei hochladen                                                        | Bauernhaus (1622)                  | G   | Ramsi 16 611559 / 211483        |              |
| 17  | ja   | Datei hochladen · Wikidata zu Reformierte Kirche (Q55415293)           | Reformierte Kirche (13. Jh.)       | G   | Dorfstrasse 33 610505 / 211755  |              |
| 29  | BW   | Datei hochladen                                                        | Speicher (1727)                    | G   | Dorfstrasse 53b 610624 / 211456 |              |
| 33  | BW   | Datei hochladen                                                        | Bauernhaus (1835)                  | G   | Ramsi 2 611447 / 211681         |              |
| 46  | ja   | Datei hochladen · Wikidata zu Stöckli / Kirchgemeinderaum (Q112548659) | Stöckli / Kirchgemeinderaum (1852) | G   | Dorfstrasse 31 610488 / 211737  |              |
| 51  | BW   | Datei hochladen                                                        | Stöckli (1829)                     | G   | Hauleweg 1 610525 / 211700      |              |
| 60  | BW   | Datei hochladen                                                        | Bauernhaus (1854)                  | G   | Dorfstrasse 60 610582 / 211391  |              |
| 123 | BW   | Datei hochladen                                                        | Ofenhaus-Stöckli (1832)            | G   | Dorfstrasse 47 610576 / 211546  |              |

Hinweis zur Legende: Anstelle der KGS-Nummer wird als Objekt-Identifikator (ID) die Grundstücksnummer verwendet.